# 毛泽东思想学习班
毛泽东思想学习班是中国大陆文化大革命时期的一个名词，当时也简称“学习班”，原义是指称为达到一定目的，确定特定学习内容，如传播某种知识或经验，而把有关人员集中起来的培训方式、学习组织，时间有长有短。学习班的学习内容是 “老五篇”（即《关于纠正党内的错误思想》、《反对自由主义》、《纪念白求恩》、《为人民服务》、《愚公移山》）、毛泽东最新指示、“两报一刊”社论等。

## 历史
1967年底到1968年，为了重建各级革命委员会的政权形式，各级、各系统、各部门都举办了学习班。领导者是三支两军的“军宣队”（解放军毛泽东思想宣传队），由他们来居间调解矛盾，主持筹备工作。学习内容是 “老五篇”（《关于纠正党内的错误思想》、《反对自由主义》、《纪念白求恩》、《为人民服务》、《愚公移山》）、毛泽东最新指示和“两报一刊”社论。通过对有针对性的段落逐字逐句地反复学习、讨论、领会，用毛泽东思想统一认识。方法是让老干部、新干部和各派群众自我批评，消除派性，使他们从组织上、政治上、思想上实现大联合。在权力诱惑下，一些地方、单位的群众组织达成了均衡、妥协，另一些却仍然争吵不休，纠缠细节，劳而无功。
这种强力组织形式被称为文革的“新生事物”。毛泽东说：“办学习班是个好办法，许多问题可以在学习班里得到解决。” 矛盾激烈、影响重大的省市被集中到北京，由中央出面举办解决矛盾的学习班。一些地区不但把党校当作了举办学习班的地点，甚至撤销党校，把它改成了“毛泽东思想学习班”，以此训练各基层单位的“造反派”头头和部分“当权派”。

## 影响
这一方法以后被推广到各个方面，延续到以后的清理阶级队伍、一打三反、批林批孔、批邓反击右倾翻案风等各次政治运动。一些学习班演变成为整肃被审查者的一种组织形式，已经带有牛棚的性质。
被军管的内蒙古自治区和盟市机关干部7000多人集中到唐山市的部队营房，举办了为期17月（1969年底到1971年6月）的学习班。学员按原单位编成连队，排以上管理人员都是军人。实行“不准离开营房、不准与外界联络、不准会客”的“三不准”（禁止的内容各地有不同，叫法也不同。）。让学员们读报纸，念文件，批判乌兰夫的“民族分裂”、“反党叛国”罪行，揭批他人，痛骂自己。遥遥无期的批斗、等待造成的精神压力，致使个别有精神病前史者复发，甚至有人自杀。
受这一时尚的影响，连家庭里的召开家庭会议调解矛盾，也被称为办学习班。以提拔、培训造反派干部为目的的读书班也被称为学习班。由于相信用毛泽东思想教育病人在治疗精神病人时能起作用，学习班就办到了医院。如张志新被判死刑，还被办了家属学习班，让被逼离婚的前夫曾真和未成年的女儿曾林、儿子曾彤表示拥护政府判决，与前妻、母亲划清界限。

## 延申阅读
- 《大力办好毛泽东思想学习班》，本报评论员，《人民日报》，1967年12月22日
- 《上海掀起学习毛主席最新指示的群众运动》，《人民日报》，1967年10月23日
- 《我参加的“史无前例”的学习班》，万炜明，《炎黄春秋》，2005年第4期
- 《上海地方志·青浦县志》 http://www.shtong.gov.cn/newsite/node2/node4/node2250/node4427/node34340/（页面存档备份，存于）
- 《张志新冤案揭密》，陈少京，《南方周末》，2000年6月16日